# 아일린 헤커트
아일린 헤커트(Eileen Heckart, 1919년 3월 29일 ~ 2001년 12월 31일)는 미국의 배우이다.

## 영화
- 상처 뿐인 영광
- 버스 정류장 (영화)
- 승리의 전쟁
- 조강지처 클럽 (영화)